# Universo condiviso
Un universo condiviso o mondo condiviso è un universo immaginario di una serie di opere creative in cui più di un autore contribuisce indipendentemente con un'opera che può avere una vita indipendente, ma si inserisce nello sviluppo congiunto della trama, dei personaggi o del mondo del progetto generale.

## Definizione
La narrativa in alcuni media, come la maggior parte dei programmi televisivi e molti titoli di albi a fumetti, è intesa dagli spettatori o dai lettori come qualcosa che richiede il contributo di più autori e non crea di per sé un universo condiviso ed è considerata una forma d'arte collaborativa. Apparizioni occasionali, come quella di d'Artagnan in Cyrano de Bergerac, sono considerate apparizioni cameo letterarie. Un'interazione più sostanziale tra personaggi di diverse fonti è spesso commercializzata come un crossover. Mentre i crossover si verificano in un universo condiviso, non tutti i crossover sono pensati per unire le storie di fondo delle loro ambientazioni e sono invece utilizzati per il marketing, la parodia o per esplorare scenari "what-if", spesso essendo una tantum.

## Storia

### Gli anni 80

#### Universo Troma
Molti prodotti della Troma Entertainment, casa di produzione e distribuzione cinematografica indipendente statunitense, sono legati fra loro dalla città fittizia di Tromaville, nel New Jersey, dove vengono narrate le storie di molti personaggi. Il primo film ambientato nella suddetta fu The Toxic Avenger diretto da Lloyd Kaufman e Michael Herz (fondatori della Troma Entertainment) nel 1984, dove vengono narrate le avventure del Vendicatore Tossico, grottesco difensore della città di Tromaville.
Due anni più tardi esce Class of Nuke 'Em High diretto sempre da Lloyd Kaufman, Michael Herz e Richard W. Haines. Una centrale nucleare situata vicino al college Tromaville High School, nella città di Tromaville, causa un massacro scolastico dettato da una creatura mostruosa. Troma's War del 1988 fu il terzo film dell'universo Troma; un gruppo di cittadini di Tromaville, precipita su un'isola abitata da una fazione militare che vuole sabotare il governo americano, per costituire una dittatura mondiale.
Sempre a Tromaville è ambientato il secondo e il terzo capitolo della serie The Toxic Avenger, dal titolo The Toxic Avenger Part II e The Toxic Avenger Part III: The Last Temptation of Toxie (entrambi concepiti inizialmente come film unico).

### Gli anni 90

#### Ghostbusters e Casper
Nel film Casper del 1995 appare l'acchiappafantasmi Ray Stantz (fra i protagonisti della serie Ghostbusters) in divisa, mentre fugge impaurito dal castello di Whipstaff infestato dal Fantasmatico Trio e Casper. C'è inoltre un collegamento con il film Palla da golf del 1980, in cui Carl Spackler (Bill Murray) divenuto un barbone, passeggia per Central Park con un senzatetto (interpretato da Dan Aykroyd) qualche istante prima di essere superati da Louis Tully (Rick Moranis) in fuga dal cane demoniaco Gozer, presente in Ghostbusters - Acchiappafantasmi. Tuttavia la scena venne tagliata.

#### Universo Tarantino

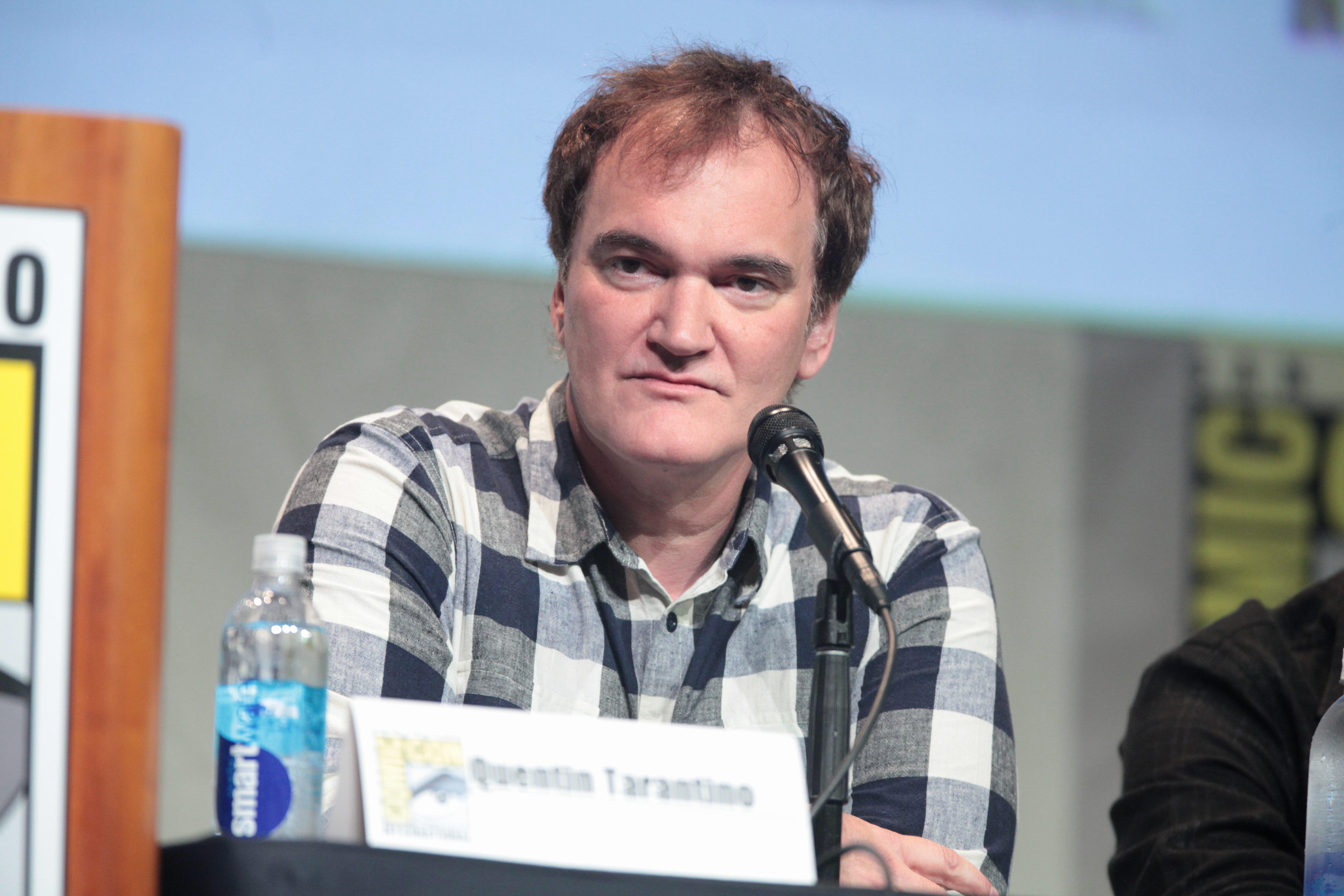
Quentin Tarantino nel 2015.

Quasi tutte le opere dirette dal regista Quentin Tarantino sono legate da una fitta interconnessione fra loro, che rendono quest'ultime parte di un universo cinematografico. Anche se non è mai stato ufficializzato, lo stesso Tarantino si è esposto al riguardo spiegando la struttura dell'universo che è diviso in due parti denominate Realer Than Real e Movie Movie.

##### Realer Than Real
L'universo Realer Than Real è sostanzialmente una rivisitazione della storia americana, vista da una prospettiva differente da quella reale, dove sono presenti le opere:
- Django Unchained (2012)
- The Hateful Eight (2015)
- Bastardi senza gloria (2009)
- C'era una volta a... Hollywood (2019)
- Le iene (1992)
- Assassini nati - Natural Born Killers (1994, solo sceneggiatura)
- Pulp Fiction (1994)

Partorito inizialmente come sequel di Django Unchained, l'opera The Hateful Eight del 2015 è caratterizzata da alcuni rimandi a quest'ultimo, come la sella utilizzata da Django Freeman (interpretato da Jamie Foxx) nell'omonimo film che è la stessa usata dal maggiore Marquis Warren (interpretato da Samuel L. Jackson) in The Hateful Eight

#### Universo Pixar
Esiste una teoria definita – The Pixar Theory – secondo la quale tutti i lungometraggi Pixar si svolgono nello stesso universo cinematografico, in una linea temporale che inizia all'inizio del Mesozoico con il film Il viaggio di Arlo del 2015 e termina in un mondo post futuristico, tra il 4500 e il 5000, con l'opera Monsters & Co. del 2001.

### Gli anni 2010

#### The Conjuring Universe

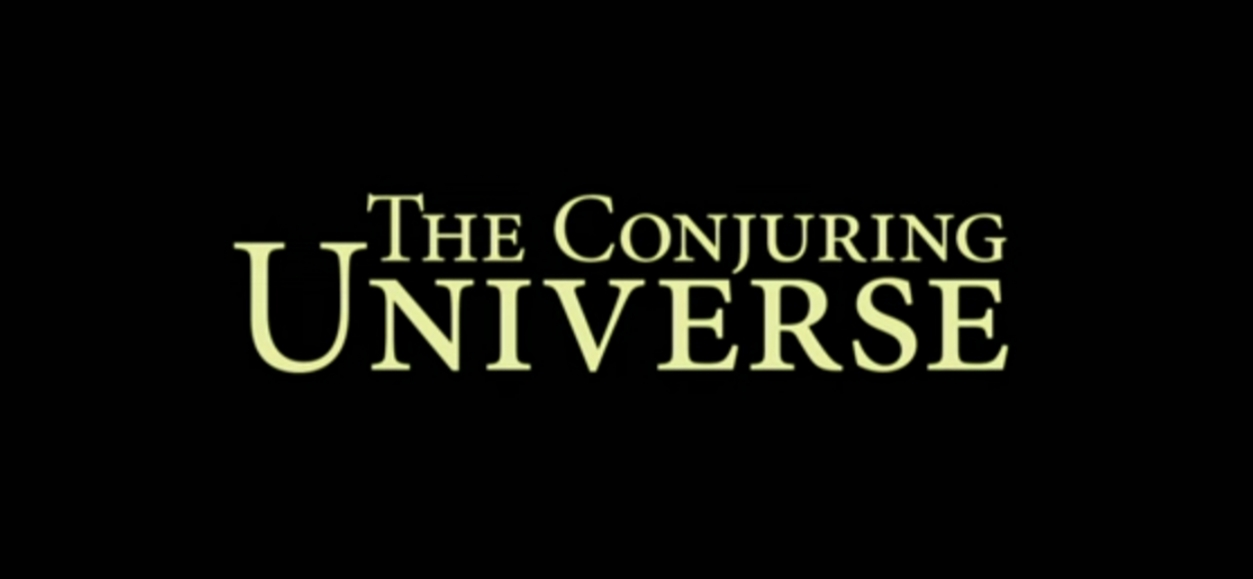
Il logo dell'Universo The Conjuring.

Il The Conjuring Universe è un universo cinematografico costituito da lungometraggi e cortometraggi di genere horror, prevalentemente basati su casi paranormali e soprannaturali.
Il primo capitolo è L'evocazione - The Conjuring diretto da James Wan nel 2013 e si basa sui fatti reali, vissuti dalla coppia di ricercatori del paranormale Ed e Lorraine Warren, in cui cercano di aiutare una famiglia che vive in una casa infestata. Nel 2016 esce il secondo capitolo The Conjuring - Il caso Enfield sempre diretto da James Wan, dove vengono narrati i fatti paranormali di Enfield verificatosi tra il 1977 e il 1978.

#### Monsterverse

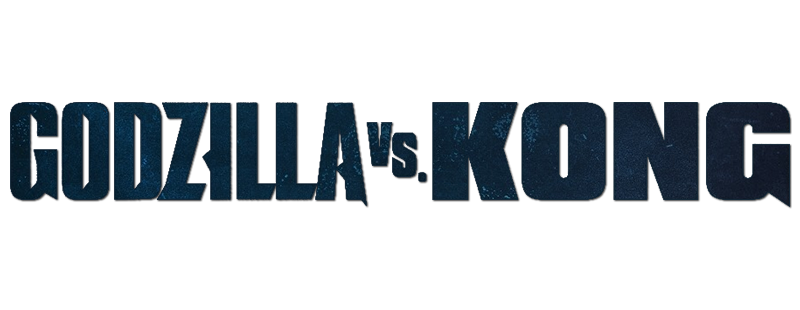
Il logo di Godzilla vs. Kong distribuito nel 2021.

Il Monsterverse è la dizione usata per definire l'Universo cinematografico, che riguarda due delle creature cinematografiche più popolari di sempre, Godzilla e King Kong, interconnessi in una serie di opere cinematografiche e televisive.
Nato da una collaborazione tra la Warner Bros. e la Legendary Pictures, il primo film del franchise fu Godzilla diretto da Gareth Edwards nel 2014, in cui si narrano le vicende dello scontro fra Godzilla e i M.U.T.O, ricevendo recensioni prevalentemente positive dalla critica. Il secondo capitolo dell'Universo fu il fortunato Kong: Skull Island diretto da Jordan Vogt-Roberts nel 2017, che guadagnò globalmente 586 $ milioni a fronte di un budget 185 $ milioni, inoltre, il film fu candidato ai migliori effetti speciali ai Premi Oscar 2018.
Due anni più tardi venne distribuito Godzilla II - King of the Monsters diretto da Michael Dougherty. Il film racconta la battaglia tra Godzilla e alcune delle più potenti creature della terra, Mothra, Rodan e King Ghidorah. Nel 2021 esce il quarto capitolo del MonsterVerse dal titolo Godzilla vs. Kong, diretto da Adam Wingard il film racconta lo scontro memorabile tra Godzilla e King Kong.

#### Dark Universe
Il Dark Universe fu un tentativo di rilancio dei classici horror e fantascienza focalizzati sui mostri della Universal, prodotti dagli Universal Studios tra gli anni venti e gli anni cinquanta. Il primo film del franchise fu Dracula Untold diretto da Gary Shore nel 2014, tuttavia, lo scarso successo ottenuto da quest'ultimo costrinse gli stessi a considerare La mummia di Alex Kurtzman diretto nel 2017, come opera prima del Dark Universe, con Tom Cruise nelle vesti di protagonista. Ciononostante, il film fu accolto negativamente dalla critica e il progetto Dark Universe venne cancellato.
Nel 2019 con la collaborazione della Blumhouse Productions, la Universal rilancia il franchise dell'Universo oscuro con il film L'uomo invisibile, tratto dall'omonima pellicola del 1933, ma caratterizzato da una rivisitazione in chiave moderna dell'opera.

#### Sony's Spider-Man Universe

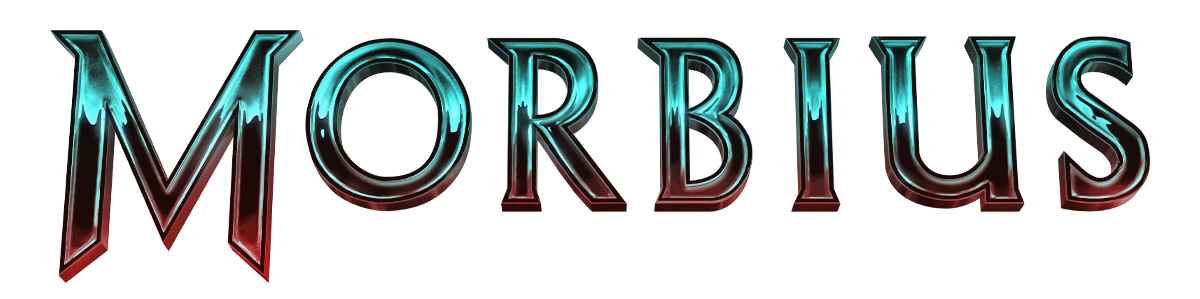
Il logo del film Morbius.

Il Sony's Spider-Man Universe (talvolta abbreviato in SSU) è un media franchise focalizzato su una serie di opere, basate sui nemici di Spider-Man. Il progetto nacque con la distribuzione di The Amazing Spider-Man 2 - Il potere di Electro, in cui la Sony Pictures stava già lavorando ad alcuni spin-off sui villian dell'Uomo Ragno, tuttavia, lo scarso successo di pubblico ottenuto da quest'ultimo fece accantonare temporaneamente i piani della Sony, che furono ripresi nel 2015, in seguito all'accordo stipulato con i Marvel Studios.
Il primo film dell'Universo fu Venom del 2018, diretto da Ruben Fleischer con protagonista Tom Hardy nel ruolo di Eddie Brock, seguito poi da Venom - La furia di Carnage diretto da Andy Serkis due anni dopo, dove fa il suo esordio il simbionte Carnage (interpretato da Woody Harrelson). Sul finale di quest'ultimo Venom scopre l'identità di Peter Parker rivelata in Spider-Man: Far from Home (2019) da Mysterio, confermando ufficialmente che il Sony's Spider-Man Universe è un universo alternativo al Marvel Cinematic Universe.
Nel 2022 venne distribuito Morbius da Sony Pictures, opera incentrata sulle origini Michael Morbius.